# La Jeune Fille aux pêches
La Jeune Fille aux pêches est un tableau peint par Valentin Serov en 1887. 
Il mesure 91 cm de haut sur 85 cm de large. Il est conservé à la galerie Tretiakov à Moscou. C'est le portrait de Vera Mamontova fille de Savva Mamontov devenue par mariage Vera Samarina. Le tableau a été peint dans le domaine de Savva Mamontov à Abramtsevo. La jeune fille a 12 ans au moment du portrait. Elle a posé chaque jour pendant près de deux mois. Serov avait 22 ans au moment où il réalisa ce portrait. 
Vera Mamontova meurt à 32 ans d'une pneumonie qui l'emporte en quelques jours. Elle laisse son mari devenu veuf avec ses trois enfants.